# 凱斯滕角

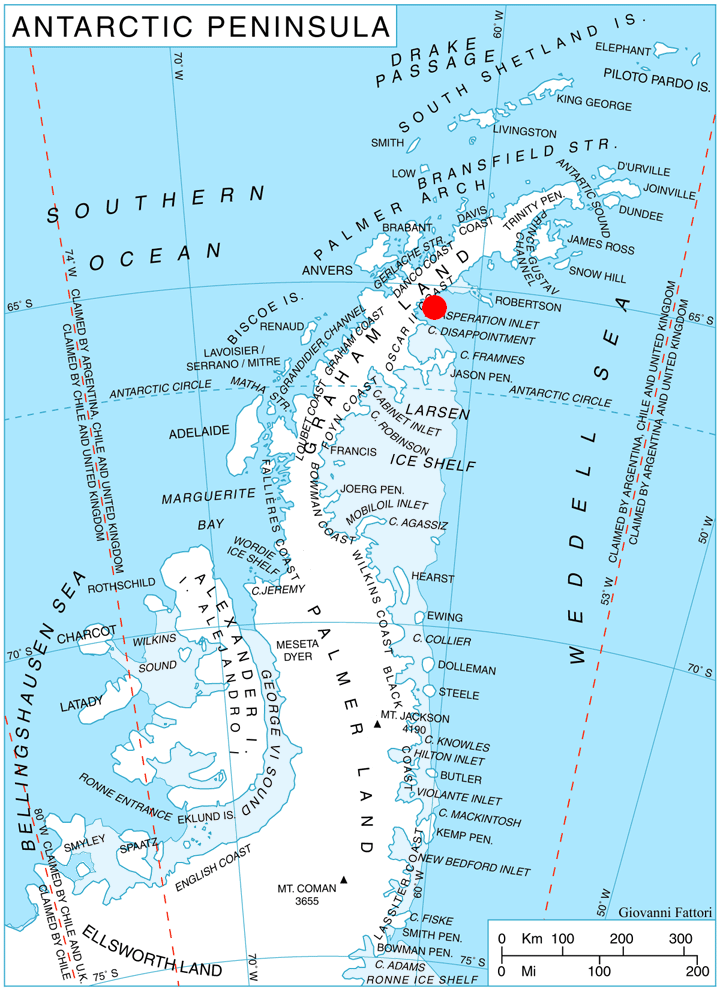

,
凱斯滕角（英語：Kesten Point）是南極洲的海岬，位於奧斯卡二世海岸，處於亞姆福里納灣入口處南部的布拉戈耶夫格勒半島，以保加利亞南部鄉鎮命名，現時由南極條約體系管理。